# Birma na Letnich Igrzyskach Olimpijskich 1972
Birmę na Letnich Igrzyskach Olimpijskich 1972 reprezentowało 18 zawodników, byli to sami mężczyźni.

## Skład kadry

### Boks
- Vanlal Dawla
  - Waga musza - 17. miejsce

- Win Maung
  - Waga kogucia - 17. miejsce

### Lekkoatletyka
- Jimmy Crampton
  - Bieg na 800 m - 47. miejsce
  - Bieg na 1500 m - 67. miejsce

- Hla Thein
  - Maraton - 57. miejsce

### Piłka nożna
- Aye I Maung
Aye II Maung
Khin Maung Lay
Maung Maung Tin
Myint Kyu
Myo Win Nyunt
San Aye
Than Soe
Tin Aung
Tin Aung Moe
Tin Sein
Win Maung
Ye Nyunt
  - 9. miejsce

### Podnoszenie ciężarów
- Gyi Aung Maung
  - Waga do 52 kg - 5. miejsce